# 52 f.Kr.

## Händelser

### Efter plats

#### Rom
- Quintus Caecilius Metellus Pius Scipio och Gnaeus Pompeius Magnus blir konsuler i Rom.
- Mars – Caesar belägrar och erövrar Avaricum (nuvarande Bourges).
- April–maj – Caesar belägrar och slår tillbaka ett utfall från Gergovia.
- Juli
  - Caesar utkämpar det oavgjorda slaget vid Vingeanne mot den galliske hövdingen Vercingetorix.
  - Romarna inlder en belägring av Alesia.
- Oktober – Romarna besegrar gallerna, ledda av Vercingetorix i slaget vid Alesia, vilket bryter det galliska upproret. Även om Galliens slutgiltiga pacifisering dröjer till nästföljande år är hela Gallien nu inlemmat i det romerska riket.
- Pompeius gifter sig med Cornelia Metella.
- Titus Annius Milo anklagas för att ha mördat Clodius. Trots Ciceros försvarstal (Pro Milone) finner man honom skyldig och skickar honom i exil till Massilia (nuvarande Marseille).

## Födda
- Fenestella, romersk historiker (född omkring detta år)
- Juba II, kung av Numidien

## Avlidna
- 18 januari – Publius Clodius Pulcher, romersk politiker (mördad på Via Appia av Titus Annius Milo)
- Surena, partisk general (född 84 f.Kr.)
- Ptolemaios XII, farao av Egypten 80–58 f.Kr.